# Non buttiamoci giù
Non buttiamoci giù (A Long Way Down) è un romanzo pubblicato nel 2005 dallo scrittore londinese Nick Hornby.

## Trama
Il libro è diviso in tre parti e narra la storia di quattro sconosciuti che la notte di San Silvestro si incontrano sulla cima di un palazzo di Londra, noto come la Casa dei Suicidi, con l'intenzione comune di suicidarsi.
Ognuno di loro ha motivi diversi per farla finita con la vita. Il primo personaggio ad apparire è Martin, un tempo famoso conduttore televisivo, che si è giocato carriera, moglie, figlie e reputazione, per essersi lasciato tentare a sedurre una quindicenne. Egli è deciso ad uccidersi dopo una scelta razionale e dopo precisi preparativi che vengono però interrotti dall'arrivo del secondo personaggio, Maureen, una donna non più giovane che ha sacrificato tutta la sua vita ad un figlio disabile, e che è determinata a farla finita.
La terza persona a salire sul tetto è Jess, una diciottenne dal linguaggio sboccato e dal carattere difficile, che vuole buttarsi perché Chas, il ragazzo del quale è innamorata, l'ha lasciata.

Ultimo a salire sul tetto è l'americano JJ, musicista fallito patito per il rock, ma la sua band si è sciolta e la ragazza lo ha mollato.
Tra i quattro avviene una discussione accesa e assurda alla quale l'autore riesce a dare un tocco di humor noir e alla fine decidono di scendere tutti insieme dal tetto, ma per le scale,  sentendosi accomunati da una complicità segreta che non era certo pensabile al momento dell'incontro.

Insieme decidono di ricominciare a vivere e provano a fare esperienze comuni aiutandosi, come meglio possono, uno con l'altro.
Dopo sei settimane, il giorno di san Valentino, decidono di incontrarsi alle otto di sera e di salire sul tetto di quel palazzo dal quale il Capodanno prima avevano deciso di buttarsi.
Mentre stanno parlando e JJ propone di festeggiare, Jess vede, nel punto esatto dove sei settimane prima era seduto Martin, uno che li sta guardando. Era un giovane dall'aria spaventata che sembrava avesse tutta l'intenzione di buttarsi giù dal tetto. Cercano di fermarlo senza riuscirci:"Ma non sono riuscito a continuare" - dice JJ- "Lui ha schiccherato la sigaretta oltre il cornicione e dopo, con un gemito leggero, si è dato la spinta. E giù. Poi c'è stato silenzio, e poi il rumore del corpo che batteva sull'asfalto, tutti quei piani più in basso. E questi due rumori, il gemito e il tonfo, da quella volta li ho sentiti ogni giorno, e non so ancora quale fa più paura".
La morte di quel tale che si era buttato lascia nei quattro risultanze profonde e, come pensa Martin "all'apparenza contraddittorie. Primo: ci ha fatto capire che non eravamo capaci di ucciderci. E secondo: questa consapevolezza ci ha fatto tornare il desiderio del suicidio".
La vita comunque, per Martin, Maureen, Jess e JJ continua. Rimangono uniti e per la festa del Novantesimo Giorno si ritrovano al pub di fronte alla Casa dei suicidi ma non vogliono salire. Entrano nel pub, discutono sul fatto che sono ancora vivi e si chiedono se è un bene o un male. Decidono quindi di prendersi ancora sei mesi per vedere come se la cavano. Il libro termina con questo explicit: "Be' non siamo obbligati a decidere così sui due piedi, giusto?" ha detto JJ. "No, affatto" ha risposto Martin. "Cioè, allora che ne dite di prenderci ancora sei mesi? E vedere come ce la sfanghiamo?" "Ma... quell'arnese... sta girando o no?" ha chiesto Martin. "Non riesco a capire." Siamo rimasti a guardare per un pezzo, cercando di decidere. Martin aveva ragione. Non sembrava che si stesse muovendo, ma si doveva muovere, secondo me."
Il romanzo ha riscosso un buon successo di pubblico e di critica.

## Adattamento cinematografico
L'attore Johnny Depp ne ha comprato i diritti per realizzarne un film. Nel 2014 viene realizzato Non buttiamoci giù, diretto da Pascal Chaumeil. Pierce Brosnan interpreta Martin, Toni Collette Maureen, Imogen Poots Jess e Aaron Paul è JJ.

## Edizioni
- Nick Hornby, Non buttiamoci giù, collana Narratori della Fenice, traduzione di Massimo Bocchiola, Guanda, 2005, ISBN 88-8246-830-5.